# Esslingen am Neckar
Esslingen am Neckar es una ciudad alemana de la región de Stuttgart, dentro del estado federado de Baden-Wurtemberg, siendo la capital del distrito de Esslingen. Su población ascendía en 2002 a 91 239 habitantes. Se encuentra a orillas del río Neckar, a 10 km del centro urbano de Stuttgart.
Las principales industrias de la ciudad están relacionadas con el ámbito de la construcción mecánica. La ciudad posee monumentos medievales, especialmente en el casco antiguo de la ciudad. 

## Geografía
Esslingen está situada junto al río Neckar, al suroeste de Stuttgart. El Neckar cruza la ciudad de SE a NO, encontrándose el casco antiguo en la parte norte del río. 
Ocupa una superficie de 4643 hectáreas, de las que 1193 son boscosas y 112 recubiertas de agua. 93 hectáreas están dedicadas al cultivo de la vid y 1662 son zona edificada sobre la que viven sus más de 90 000 habitantes, con calles, plazas, carreteras y vías de ferrocarril. La ciudad se extiende desde una altitud de 230 metros en el Neckartal hasta los 498 de altura máxima.

### División urbana
Esslingen está dividida en 25 barrios: Berkheim, Brühl, Hegensberg, Hohenkreuz, Stadtmitte, Kennenburg, Kimmichsweiler, Krummenacker, Liebersbronn, Mettingen, Neckarhalde, Oberesslingen, Obertal, Pliensauvorstadt, Rüdern, Serach, Sankt Bernhardt, Sirnau, Sulzgries, Wäldenbronn, Weil, Wiflingshausen, Zell, Zollberg, Oberhof.

### Poblaciones limítrofes
Las siguientes ciudades y municipalidades limitan con Esslingen am Neckar. Se mencionan en orden de las agujas del reloj, empezando por el norte: Remstal, Aichwald, Baltmannsweiler, Plochingen, Altbach, Deizisau, Denkendorf y Ostfildern (todo el distrito de Esslingen) así como el cinturón urbano de Stuttgart.

### Diseño del espacio
Esslingen ocupa un espacio central dentro de la región de Stuttgart, cuya mayor acumulación urbana es la ciudad de Stuttgart. Las ciudades y municipios que todavía pertenecen al área central de Esslingen en el norte del distrito son: Aichwald, Altbach, Baltmannsweiler, Deizisau, Denkendorf, Hochdorf, Neuhausen am Fildern, Ostfildern, Plochingen, Reichenbach am Fils y Wernau.

## Historia

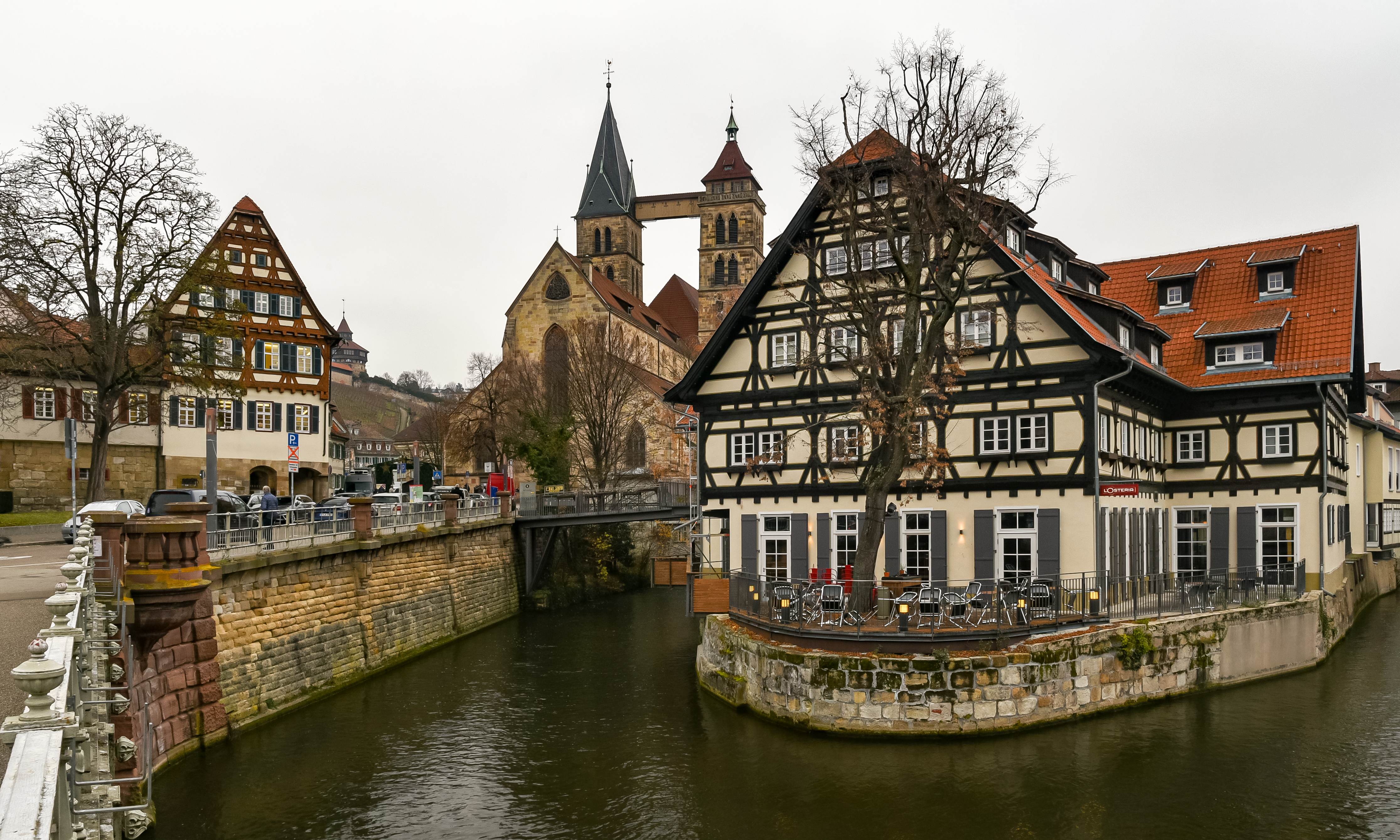
Castillo e iglesia

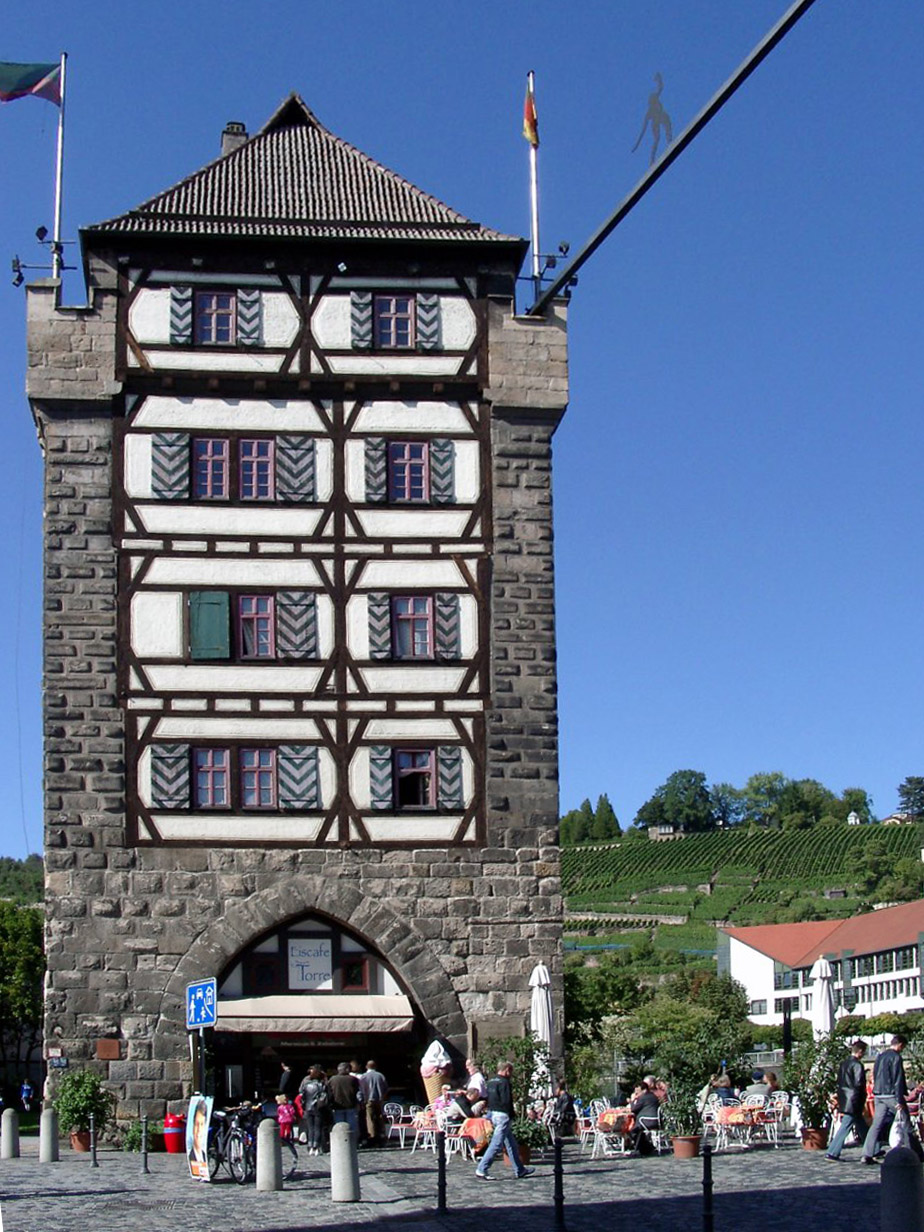
La puerta Schelz

Los primeros vestigios de población provienen posiblemente del año 1000 a. C. La primera vez que se menciona a Essligen es en el año 777 d. C., en el documento que el abad Fulrad del monasterio imperial de Saint-Denis (cerca de París) se refiere a ella como "Cella nomine Ezelinga".
Del siglo XIII hasta el siglo XVI, se producen disputas entre los pobladores de la ciudad imperial libre de Esslingen y los habitantes de Wurtemberg. En la guerra de los Treinta Años (1618-1648) la mitad de la población muere a causa del hambre y las plagas.
En 1802 finaliza la independencia de los habitantes de Esslingen, cuando la ciudad es tomada por los ejércitos de Wurtenberg a causa de la firma de varios acuerdos de paz.
A principios del siglo XIX, Esslingen se mete de lleno en la era industrial, con una creciente actividad en los sectores alimentario, textil y metalúrgico. En 1845 llega el primer ferrocarril de Cannstatt a Esslingen.
En 1933 los nacionalsocialistas (nazis) disuelven el consistorio municipal, al igual que sucede en el resto de Alemania. Tras la Segunda Guerra Mundial, unas 47 000 personas (principalmente refugiados y de otras áreas alemanas del Este) se trasladan a la ciudad. Se crean núcleos en Oberesslingen y Zollberg para aliviar la escasez de vivienda.
En 1973 Esslingen am Neckar se convierte en la sede del nuevo distrito ampliado de Esslingen.
La ciudad dispone de torres de origen medieval, un castillo (realmente, las ruinas de la primera ciudad con el "Dicker Turm") y un casco histórico con casas de piedra y tejados de madera que son muestra de una historia cambiante. Además, dispone del conjunto más antiguo de este tipo de casas, del siglo XIV.

## Comunicaciones
A diez kilómetros al suroeste de la ciudad, dentro del distrito, se encuentra el aeropuerto de Stuttgart, el mayor y más importante de la región de Baden-Wurtemberg. 
En la autopista A8, que va de Karlsruhe a Múnich, poco después del aeropuerto está la conexión con Esslingen.
Esslingen también está conectada directamente con la autopista B10, de cuatro carriles, concebida para desplazarse desde Stuttgart a Göppingen, prolongándose hasta Ulm.
La ciudad está conectada al sistema alemán de ferrocarril, en los trayectos Mosbach-Stuttgart-Ulm y Stuttgart-Tubinga.
La línea S1 de la red de cercanías de Stuttgart, que transcurre entre Plochingen y Herrenberg, tiene cuatro paradas en Esslingen: Mettingen, Esslingen (Neckar), Oberesslingen y Zell (se prevé una prolongación hasta Kircheim). Para evitar el rodeo con el tren de cercanías desde Stuttgart hasta el aeropuerto, desde la estación de autobuses de Esslingen hay una conexión (línea 122) desde Scharnhausen al aeropuerto.
El tranvía urbano de Esslingen empezó a prestar servicio en mayo de 1912. En 1944, y tras 32 años de actividad, fue sustituido por trolebuses.

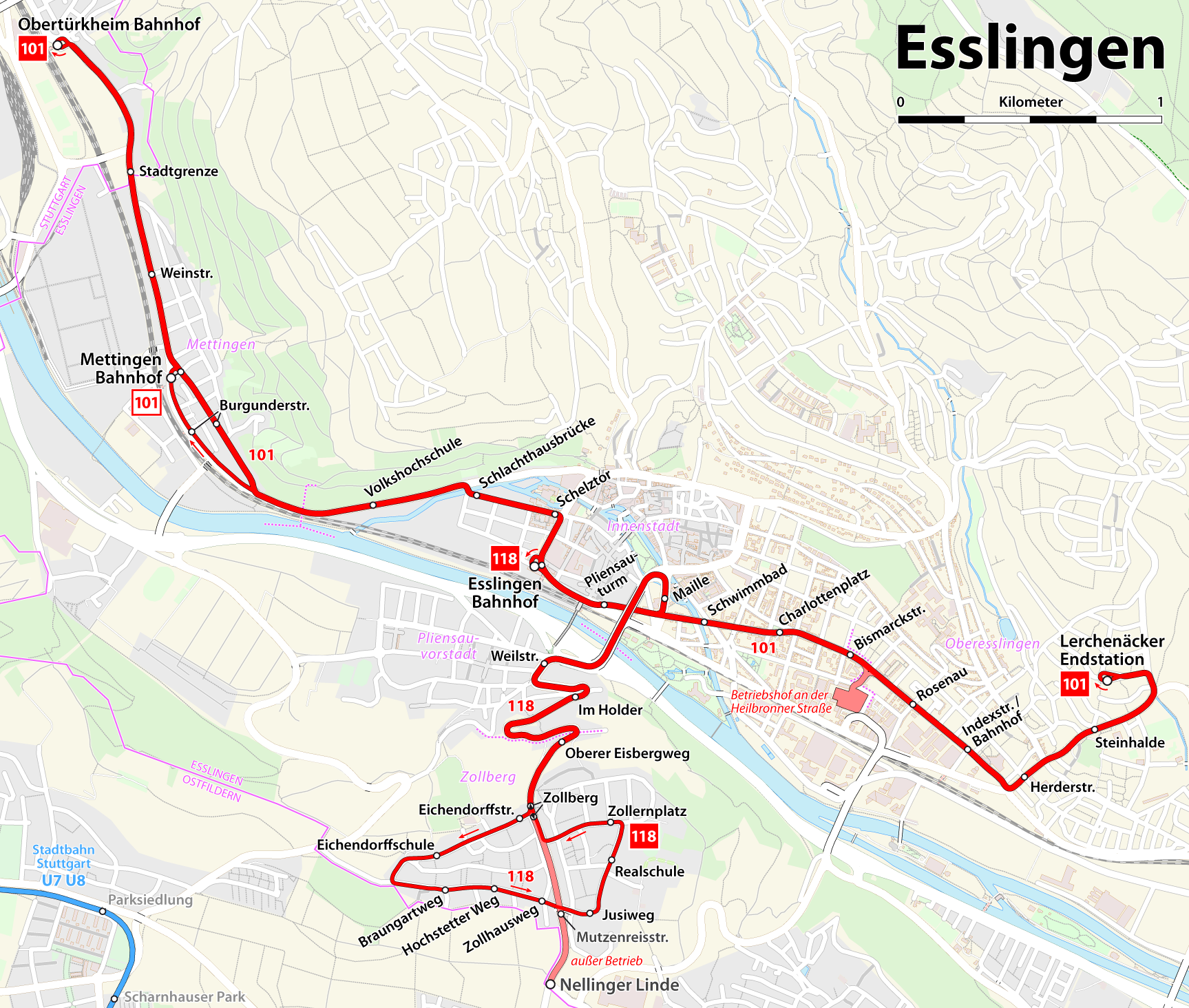
Red de trolebuses

Actualmente la empresa urbana de transporte de Esslingen (cuyas siglas son SVE) dispone de 41 vehículos que desplazan a unos 8.5 millones de pasajeros. Esslingen es una de las tres últimas ciudades alemanas donde todavía prestan servicio los trolebuses, aunque la SVE está electrificando dos líneas:
- 101: Oberesslingen Lerchenäcker – Stuttgart-Estación de Obertürkheim
- 118: Estación de Esslingen – Zollberg

En 1926 se pone en funcionamiento el tranvía Esslingen-Nellingen-Denkendorf, que fue el último aprobado antes de la gran crisis (desde entonces sólo se aprobaron prolongaciones de líneas existentes). Recorría una distancia de cinco kilómetros desde Neckartal hasta Filderebene, y transportó a 153 millones de pasajeros desde Denkendorf y luego desde Neuhausen a Esslingen. En 1958 se pusieron en funcionamiento dos grandes trenes. En 1978 la línea dejó de estar en servicio. 
Actualmente, el transporte urbano consta de 24 líneas de autobús gestionadas por la SVE y las empresas privadas Fischle, Schefenacker y Schlienz.
Desde 1994 también se puede realizar Car-Sharing. En el verano de 2007 estaban disponibles, en diez aparcamientos públicos, 13 vehículos para los 180 miembros de la sociedad VCD-Gemeinschaftsauto Esslingen e. V (en Esslingen y Ostfildern).

## Gastronomía/enología
Esslingen tiene una larga tradición enológica. Ya en 778 había bodegas y weingartens en la región, y durante la Edad Media ya se exportaba vino a Alsacia y a Baviera. En 1901 se fundó la primera cooperativa de la ciudad; en 1970 se unieron las tres cooperativas de Esslingen, Sulzgries y Mettingen en una única, que actualmente tiene 167 miembros.
Se cultivan más de 20 variedades sobre una superficie de 80 hectáreas, ubicándose unas 30 ha en las terrazas al sur del río Neckar. La variedad Württemberger más pequeña, cultivada en las cercanías del castillo, produce vinos realmente apreciados.
El vino tinto ocupa la posición principal dentro de la producción vitivinícola de la ciudad, con un 70 %. Como curiosidad, hasta el año 2002 se podían ver sobre las botellas el águila imperial de la ciudad de Esslingen.

## Ciudades hermanadas
- Giv'atayim (Israel)
- Eger (Hungría)
- Molodetschno (Bielorrusia)
- Neath Port Talbot (Reino Unido)
- Norrköping (Suecia)
- Piotrków Trybunalski (Polonia)
- Schiedam (Países Bajos)
- Sheboygan  (Estados Unidos)
- Údine (Italia)
- Vienne (Francia)
- Velenje (Eslovenia)